# Mark Strand
Œuvres principales
- The Monument (1978)
- Dark Harbor (1993)
- Hopper (1994)
- Blizzard of One (1998)
- Almost Invisible / Presque invisible (2012)

Mark Strand, né le 11 avril 1934 à Summerside au Canada, et mort à Brooklyn, New York le 29 novembre 2014 est un poète, essayiste et traducteur américain. Il est nommé "Poet Laureate Consultant in Poetry to the Library of Congress" lui fut décerné en 1990. Il était professeur de Littérature comparée à l’Université Columbia de 2005 à sa mort en 2014,.

## Carrière universitaire
Strand enseigna dans de nombreuses universités dont:

### Enseignant
- Université de l'Iowa, Iowa City, 1962–1965
- Université du Brésil, Rio de Janeiro, Fulbright lecturer, 1965–1966
- Mount Holyoke College, South Hadley, MA, professeur assistant, 1967
- Université Columbia, New York, professeur associé adjoint, 1969–1972
- Brooklyn College de l'Université de New York, professeur associé, 1970–1972
- Université de Princeton, Princeton, NJ, Bain-Swiggett Lecturer, 1973
- Brandeis University, Hurst Professor of Poetry, 1974–1975
- University of Utah, Salt Lake City, Professor of English, 1981–1993
- Johns Hopkins University, Elliot Coleman Professor of Poetry, 1994–ca. 1998
- Université de Chicago, Andrew MacLeish Distinguished Service Professor, Committee on Social Thought, 1998–ca. 2005
- Université Columbia, New York, professeur d'anglais et de littérature comparée, 2005–2014

### Professeur invité
- Université de Washington, 1968, 1970
- Université Columbia, 1980
- Université Yale, 1969–1970
- Université de Virginie, 1976, 1978
- California State University à Fresno, 1977
- Université de Californie à Irvine, 1979
- Wesleyan University, 1979
- Harvard University, 1980

## Récompenses
Strand reçut les récompenses suivantes, :
- 1960–1961 : Fulbright Fellowship
- 1979 : Fellowship of the Academy of American Poets
- 1987 : MacArthur Fellowship
- 1990–1991 : Poet Laureate Consultant in Poetry to the Library of Congress
- 1992 : Bobbitt National Prize for Poetry
- 1993 : Bollingen Prize
- 1999 : Prix Pulitzer, pour Blizzard of One[5]
- 2004 : Wallace Stevens Award
- 2007 : Premio Cetonaverde et Premio D'Annunzio
- 2008 : Premio Bonanni
- 2009 : Médaille d’or en poésie de l’American Academy of Arts and Letters

### Poésie
- 1964 : Sleeping with One Eye Open, Stone Wall Press
- 1968 : Reasons for Moving, Atheneum
- 1970 : Darker, incluant "The New Poetry Handbook", Atheneum
- 1973 : The Story of Our Lives, Atheneum,  (ISBN 9780689105760)
- 1973 : The Sargentville Notebook, Burning Deck
- 1978 : Elegy for My Father, Windhover
- 1978 : The Late Hour, Atheneum
- 1980 : Selected Poems, incluant "Keeping Things Whole", Atheneum
- 1990 : The Continuous Life, Knopf,  (ISBN 9780679738442)
- 1990 : New Poems
- 1991 : The Monument, Ecco Press
- 1993 : Dark Harbor, long poème en 55 sections, Knopf
- 1998 : Blizzard of One, Knopf, 1999 Pulitzer Prize for Poetry
- 1999 : Chicken, Shadow, Moon & More, illustré par l'auteur, Turtle Point Press
- 1999 : 89 Clouds, ACA Galleries (New York)
- 2006 : Man and Camel, Knopf,  (ISBN 9780375711268)
- 2007 : New Selected Poems, Knopf
- 2012 : Almost Invisible, Knopf,  (ISBN 9780307957313)
- 2012 : Presque invisible, édition bilingue, traduit par Fiona Sze-Lorrain, Vif Éditions,  (ISBN 9782954114613)
- 2014 : Collected Poems, Knopf,  (ISBN 0385352514)

### Prose
- 1978 : The Monument, Ecco (voir aussi The Monument, 1991, poésie)  (ISBN 9780880012744)
- 1982 : Claims for Poetry (contribution), sous la direction de Donald Hall, University of Michigan Press
- 1982 : The Planet of Lost Things, pour enfants, Clarkson N. Potter
- 1983 : The Art of the Real, critique d'art, Clarkson N. Potter
- 1985 : The Night Book, pour enfants, Clarkson N. Potter
- 1985 : Mr. and Mrs. Baby and Other Stories, recueil de nouvelles, Knopf,  (ISBN 9780880013864)
- 1986 : Rembrandt Takes a Walk, pour enfants, Clarkson N. Potter
- 1987 : William Bailey, critique d'art, Harry N. Abrams
- 1993 : Within This Garden: Photographs by Ruth Thorne-Thomsen (contribution), Columbia College Chicago/Aperture Foundation
- 1994 : Hopper, critique d'art, Ecco Press,  (ISBN 9780307957108)
- 2000 : The Weather of Words: Poetic Inventions, Knopf
- 2000 : The Making of a Poem: A Norton Anthology of Poetic Forms, avec Eavan Boland, W. W. Norton

### Traductions poétiques
- 1971 : 18 Poems from the Quechua, Halty Ferguson
- 1973 : The Owl's Insomnia, poèmes par Rafael Alberti, Atheneum
- 1976 : Souvenir of the Ancient World, poèmes par Carlos Drummond de Andrade, Antaeus Editions
- 1993 : "Canto IV", Dante's Inferno: Translations by Twenty Contemporary Poets, sous la direction de Daniel Halpern, Harper Perennial
- 1995 : Travelling in the Family, poèmes par Carlos Drummond de Andrade, avec Thomas Colchie, Ecco Press
- 2002 : Looking for Poetry: Poems by Carlos Drummond de Andrade and Rafael Alberti, and Songs from the Quechua

### En traduction française
- 2012 : Presque invisible, édition bilingue, traduit par Fiona Sze-Lorrain, Vif Éditions
- 2013 : 6 poèmes du recueil The Late Hour traduits par Daniel Canty dans États des lieux : Treize poètes américains contemporains, Éditions du Noroît

## Éditeur
- 1968 : The Contemporary American Poets, New American Library
- 1970 : New Poetry of Mexico, avec Octavio Paz, Dutton
- 1976 : Another Republic: Seventeen European and South American Writers, avec Charles Simic, Ecco
- 1991 : The Best American Poetry 1991, Macmillan
- 1994 : Golden Ecco Anthology, Ecco Press
- 1994 : The Golden Ecco Anthology, Ecco Press
- 2005 : 100 Great Poems of the Twentieth Century, W. W. Norton